# Jaan Ojalo
Jaan Ojalo (18 février 1914 - 2 février 2004) est un espérantiste estonien.

## Biographie
Jaan Ojalo nait le 18 février 1914 à Vana-Tänassilma, près de Viljandi. Il est le fils de Hans Pitsi, laboureur et garde-forestier, et d’Alma Pitsi Ojalo. Il étudie à Oiu et Viljandi, où il finit le gymnasium en 1932.
Entre 1932 et 1934, il effectue son service militaire. En 1934, il commence à travailler comme garde-forestier dans son village natal.

## Œuvres
- Jaan Ojalo, Enciklopedio pri la Estona esperanto-movado, Esperanto-Asocio de Estonio, 2000 (ISBN 9985-9130-4-3 et 978-9985-9130-4-8, OCLC 500398026, lire en ligne)